# 鷹栖館
鷹栖館（たかのすやかた/たかのすのたて）、または小倉殿館跡（おぐらどのやかたあと）・庄官屋敷（しょうかんやしき）は、富山県砺波市鷹栖にあった日本の城（城館）。とやま城郭カードNo.79。一向一揆に属した土豪・小倉六右衛門が、明応年間（1492年-1501年）頃から居住したと伝える。 

## 概要
典型的な散居村で知られ、小矢部川と庄川により形成された扇状地と沖積地が広がる砺波平野の低地に立地する。現代の圃場整備事業以前は地籍図からも城館の区割りが確認できたが、現在は直線的な水田と化し、地表面では遺構が確認できない。この場所は古くから「ロッキョモンづくり」と呼ばれており、小倉六右衛門の名に因むと考えられている。地籍図から、堀で囲まれた方形の居館であったと推定されている。
屋敷主の小倉六右衛門は、明応年間（1492年-1501年）に上杉氏により「中の名」「中の明」と言う土地を与えられた人物と伝えられ、浄土真宗の勝満寺の有力門徒であったという。永禄9年（1566年）に一向一揆勢と対立する木舟城の石黒成綱の攻撃を受け、勝満寺とともに炎上したと伝わる。
なお、当遺跡の北約1.5キロメートルに位置する小倉の土居跡は、六右衛門の子孫・小倉孫左衛門の居館とされる。